# Сытный рынок
Сы́тный ры́нок — старейший рынок Санкт-Петербурга, основанный в 1711 году. Сохранившееся до наших дней главное здание рынка построено в 1912—1913 годах по проекту М. С. Лялевича.
Официальный адрес — Сытнинская улица, дом 5.
Первоначально рынок назывался Обжорным. Иногда употребляется неправильное название Ситный рынок.

## История рынка

### Предыстория
Первый петербургский рынок, возникший через два года после основания города — в 1705 году, находился на Троицкой площади и назывался Обжорным. 28 июля 1710 года в Обжорном рынке вспыхнул пожар. День был знойный, огонь перекинулся на деревянные постройки площади. Сгорело всё — гостиный двор, таможня, жилые дома, корабли у причала. После этого было решено перенести рынок на новое место, подальше от центра города.

### XVIII век
На нынешнем месте — современной Сытнинской площади, а в то время пустыре против кронверка Петропавловской крепости, — Новый, или Обжорный рынок (в просторечии Обжорка) появился в 1711 году. Тогда это была окраина, соседствовавшая с болотистой местностью — Козьим болотом. Ближе к Троицкой площади находилась площадка этого рынка (ныне не существующая), на которой торговали лошадьми. С ней связано сохранившееся название пролегающего там Конного переулка.
Происхождение названия Обжорный рынок связывают с тем, что он был местом торговли горячей едой в харчевнях, с лотков и вразнос. Было и питейное заведение — «Австерия на Сытном рынке», или «Австерия, что против кронверка».
Впоследствии рынок называли по-разному: кто — Обжорным, кто — Сытным, а некоторые — Ситным, в связи с чем народная этимология произвела несколько легенд: одни утверждали, что на рынке в старину торговали мукой, предварительно просеивая её через сита (отсюда — ситный хлеб), здесь же торговали и ситами, а некоторые говорили, что, следуя моде на всё заграничное, рынку дали название от английского «сити»; по другой версии, название Сытный рынок произошло от слова «сыта», как называлась в народе вода, подслащённая мёдом… Согласно одной из легенд, название возникло оттого, что первый губернатор Санкт-Петербурга Меншиков обычно угощался на этом рынке пирожками с зайчатиной и каждый раз при этом восклицал: «Как сытно!».
Сытный рынок с момента своего возникновения служил одной из городских площадок для публичного оглашения царских указов.
В правление Анны Иоанновны площадь Сытного рынка стала одним из мест публичных казней. Так, 12 июля 1736 года здесь был обезглавлен адъютант одного из казнённых князей Долгоруковых Егор Столетов, а 17 июня 1740 года здесь были казнены обвинённые в заговоре против Анны Иоанновны А. П. Волынский, П. М. Еропкин и А. Ф. Хрущов. Казни на Сытном рынке устраивали и позже. Последней из них 15 сентября 1764 года стала казнь В. Я. Мировича за попытку освободить из Шлиссельбургской крепости и возвести на трон Иоанна Антоновича.
После того, как ещё при Петре I центр города был перенесён с Городского острова на левый берег Невы, места в окрестностях рынка были непрестижны для проживания: здесь сначала были расквартированы гарнизонные полки, а впоследствии селились, в основном, небогатые горожане.

### XIX век
До начала 1840-х годов, когда был создан Александровский парк, Сытный рынок распространялся на часть его территории — за границу современного Кронверкского проспекта.
14 декабря 1861 года на Сытном рынке был совершён обряд гражданской казни над писателем, революционером М. Л. Михайловым.
Как уже сказано выше, Петербургская сторона в конце XVIII и начале XIX века заселялась небогатыми людьми. В то время Сытный рынок, по отзывам современников, являл жалкое зрелище. В начале XX века журналист писал, что рынок «представляет из себя ветхую руину в каком-нибудь уездном городе, отнюдь не допускаемую в столичном граде, и требует скорейшего обновления». Обновление не заставило себя ждать.

### XX век

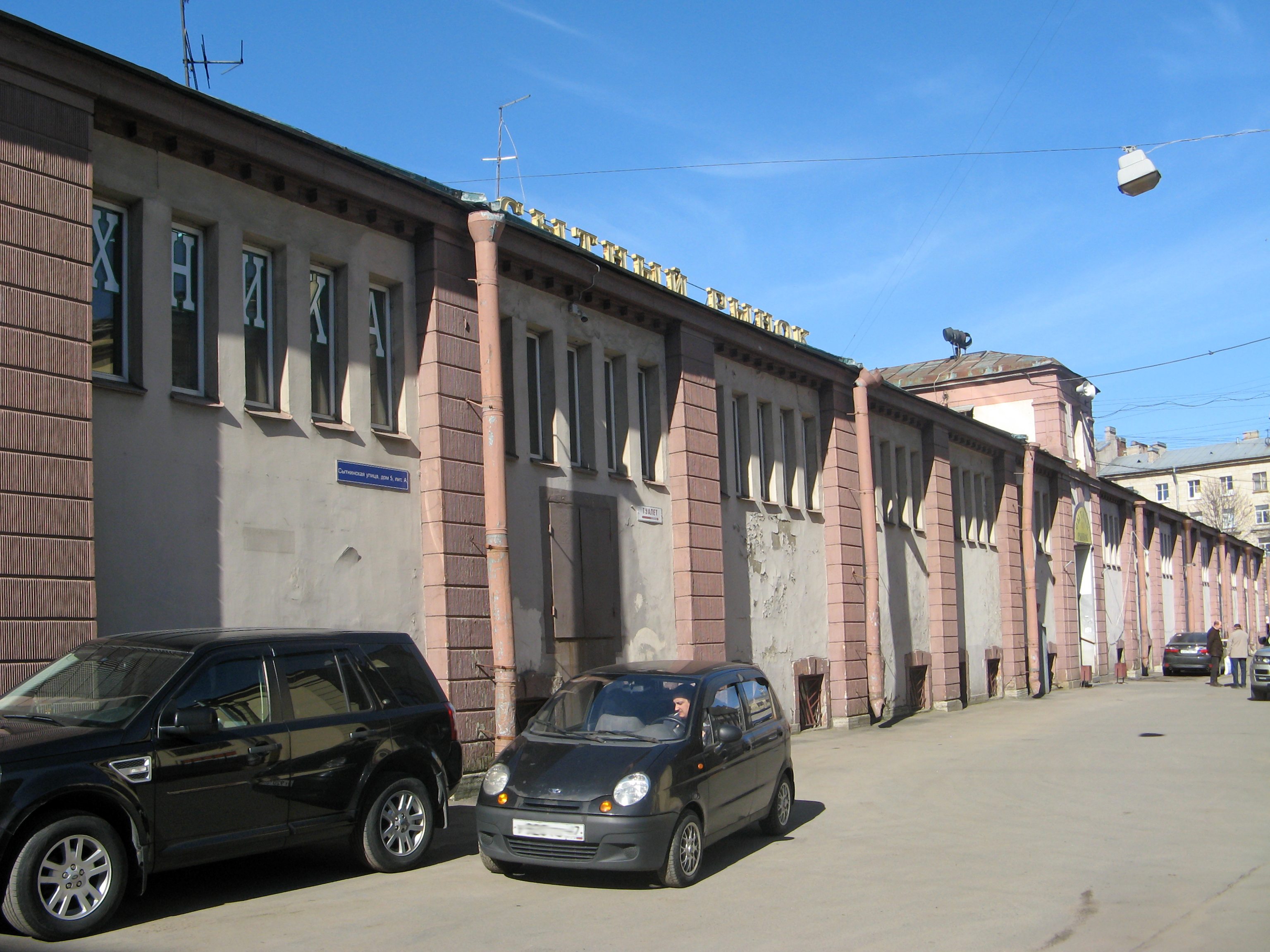
Сытный рынок в 2018 году

Доступность, а следовательно и популярность Петербургской стороны резко возросла с появлением Троицкого моста. Теперь Сытный рынок должен был удовлетворять вкусам более взыскательной публики, чем прежде. В 1906 году торговцы Сытного рынка финансировали конкурс на строительство нового каменного корпуса. Среди участвовавших в конкурсе проектов четыре были представлены петербургскими архитекторами М. С. Лялевичем и М. М. Перетятковичем. По одному из них под руководством Лялевича в 1912—1913 годах было возведено новое каменное здание, ныне включённое в список памятников архитектуры. Одновременно на части территории, прилегающей к Кронверкскому проспекту, М. М. Перетятковичем при участии М. С. Лялевича по заказу Городской думы был построен 2-й Дом городских учреждений. 
После Октябрьской революции рынок был закрыт. Он возобновил свою работу в 1936 году.

## Современность
В настоящее время площадь торгового зала Сытного рынка составляет 2585 м², имеются 524 торговых места и гостиница на 100 мест. Рынок имеет филиалы в Зеленогорске и Сестрорецке.
В 2000-х годах на территории Сытного рынка почти вплотную к зданию, сооружённому Лялевичем, было построено новое здание торгового центра «Сытный».
На территории, прилегающей к Сытному рынку, время от времени устраиваются районные и городские праздники и регулярно проходят районные осенние ярмарки. Особенно широко праздновался 300-летний юбилей Сытного рынка, дата торжеств в честь которого — 25 сентября 2010 года — была приурочена к ярмарке «Урожай-2010».
В 2022 году в городе была создана группа "Сытный Рынок", название которой было взято в честь данного места. Стиль группы - психоделический рок.